# Зимерман (Минесота)
Зимерман (енгл. Zimmerman) град је у америчкој савезној држави Минесота.

## Демографија
По попису из 2010. године број становника је 5.228, што је 2.377 (83,4%) становника више него 2000. године.
| Група             | 2000.         | 2010.         |
| Белци             | 2.757 (96,7%) | 4.929 (94,3%) |
| Афроамериканци    | 3 (0,1%)      | 51 (1,0%)     |
| Азијати           | 8 (0,3%)      | 46 (0,9%)     |
| Хиспаноамериканци | 37 (1,3%)     | 97 (1,9%)     |
| Укупно            | 2.851         | 5.228         |